# حمى باباتاسية

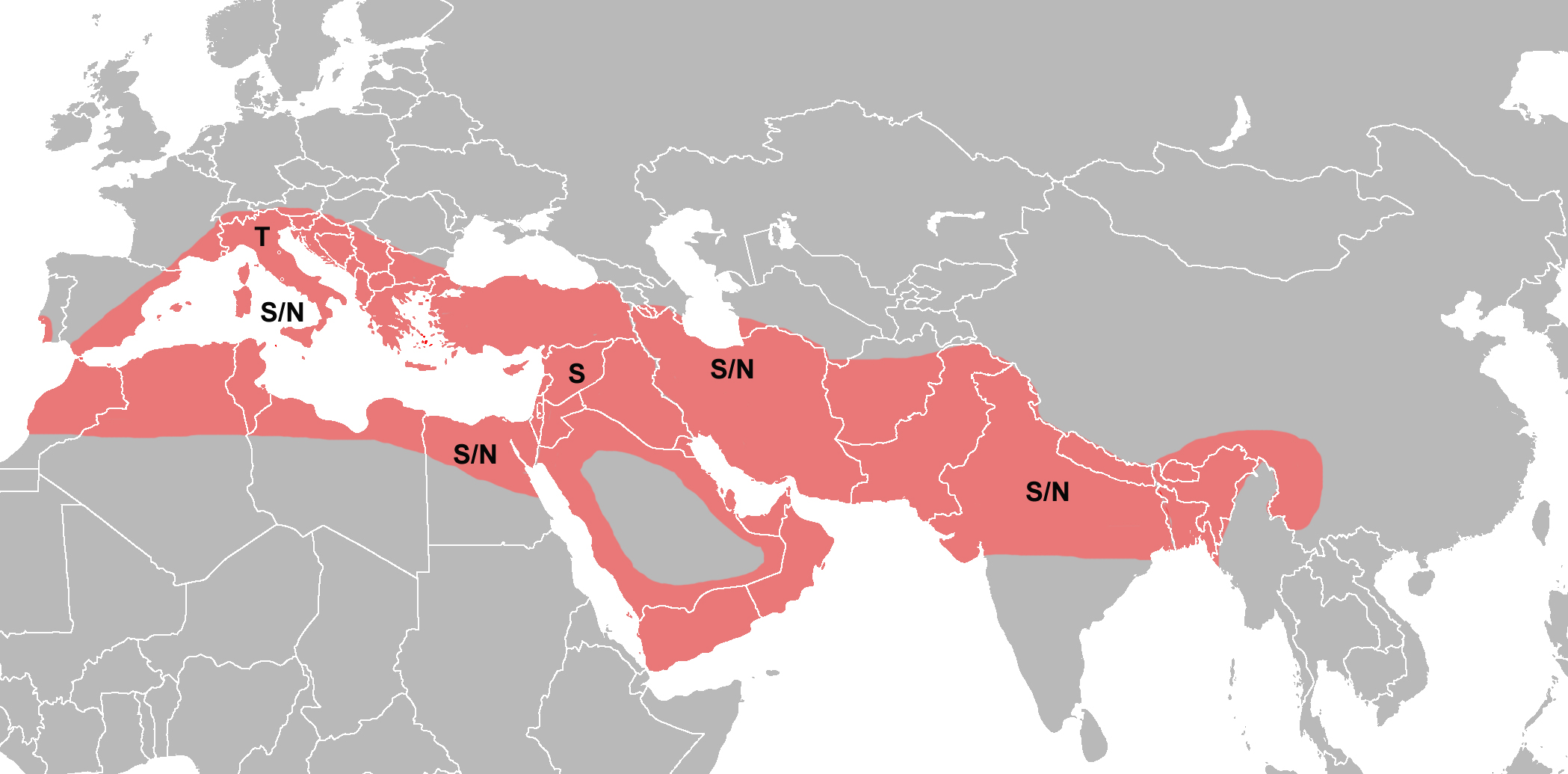
خريطة انتشار حمى الفواصد حسب النمط المصلي للفيروس: T=توسكانا، S=صقليا، N=نابولي.

الحمى الباباتسية أو الحمى الباباتاسية أو حُمّى الفَواصِد، أو حمى الأيام الثلاثة، أو حمى پاپاتاتشي (من الاسم الإيطالي للفاصدة) مرض حموي فيروسي تسببه ثلاثة أنماط مصلية لفيروس الفواصد ينتقل بواسطة لدغات حشرات من جنس الفاصدة. تنتشر حمى الفواصد في المناطق شبه المدارية من نصف الكرة الشرقي.

## السببيات
يتسبب المرض بثلاثة أنماط مصلية من فيروس الفواصد، هي فيروس نابولي وفيروس صقليا وفيروس توسكانا.

## الوبائيات

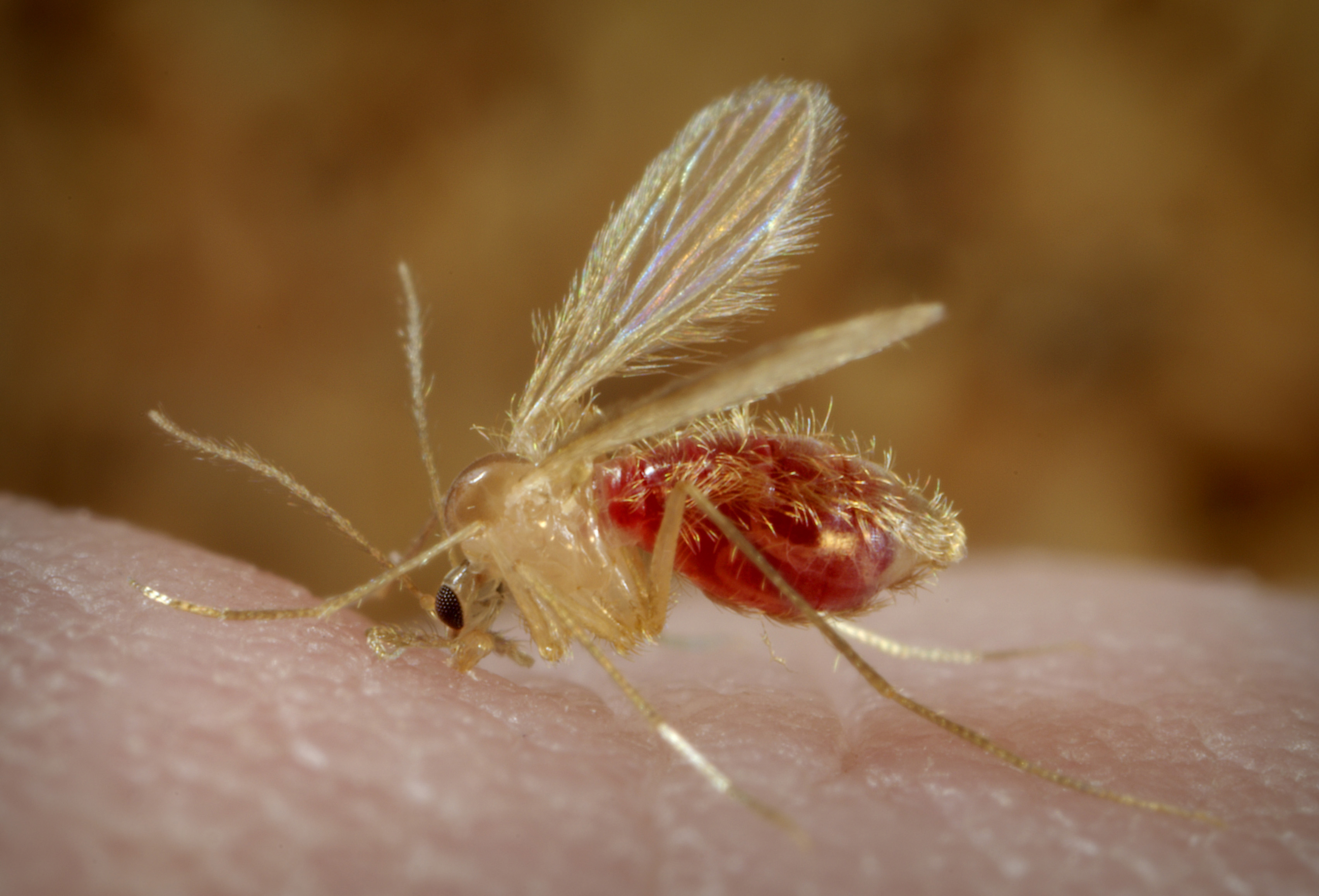
فاصدة باباتاسية تلدغ إنساناً.

ينتشر المرض في المناطق شبه المدارية من نصف الكرة الشرقي بين خطي العرض 20° و45° شمال خط الاستواء، وخاصة في أوروبا الجنوبية وشمال أفريقيا والبلقان وشرق المتوسط والعراق وإيران وأفغانستان والباكستان والهند. تتميز حمى الفواصد بالموسمية، حيث تتبع حالاتها فترات طيران الفواصد، لذلك تحدث في الصيف.
تنتقل حمى الفواصد عن طريق لدغات حشرات من جنس الفاصدة، ومن الأنواع الناقلة المعروفة الفاصدة الباباتاسية والفاصدة الوبيلة والفاصدة البيرفيليوية. تصاب الفاصدة بالعدوى من الإنسان المصاب خلال الفترة بين 24 ساعة قبل ظهور الحمى وحتى 48 ساعة بعد انتهائها، وتبقى مصابة بالفيروس مدى حياتها. وما عدا هذا الانتقال الأفقي للفيروس يمكن أن ينتقل شاقولياً، من الفاصدة المصابة إلى ذريتها (الانتقال عبر المبيض).
نادراً ما يتم تشخيص المرض في مناطق توطّنه بسبب اختلاطه مع الحميات الأخرى، لكنه يشخص أكثر بين الوافدين إلى المناطق الموطونة من مناطق خالية من المرض، مثل مهاجرين أو سياح أو القطعات العسكرية الأجنبية.

## السير السريري
بعد بضعة أيام من اكتساب العدوى (عادة بين يومين ونصف وخمسة أيام) يظهر الإنهاك واضطراب الأمعاء ثم عرواءات وترتفع الحرارة إلى 39°—40°م مع صداع جبهي شديد وآلام عضلية ومفصلية وبَيغ (احمرار الوجه) وتسرع القلب. تبدأ الحمى بالانحسار بعد يومين وتعود درجة الحرارة إلى السواء تدريجياً. تتصف فترة النقاهة بالتعب وبطء القلب وانخفاض ضغط الدم، وتدوم هذه الأعراض من بضعة أيام إلى بضعة أسابيع. ينتهي المرض عادة بالشفاء التام.

## التشخيص
يتم تاكيد تشخيص المرض عن طريق فحص مصل الدم وعن طريق سلسلة البوليمريز التفاعلية الكمية (quantitative PCR)

## العلاج
يتم إعطاء العلاج العرضي حيث لا يوجد علاج نوعي للمرض.